# Idioma wakabunga
El idioma wakabunga es una lengua muerta y lengua aborigen australiana no comprobada de Queensland. La única lista de palabras etiquetada como 'Wakabunga' resultó ser Kalkatungu.